# Liste der Kulturgüter in Saint-Brais
Die Liste der Kulturgüter in Saint-Brais enthält alle Objekte in der Gemeinde Saint-Brais im Kanton Jura, die gemäss der Haager Konvention zum Schutz von Kulturgut bei bewaffneten Konflikten, dem Bundesgesetz vom 20. Juni 2014 über den Schutz der Kulturgüter bei bewaffneten Konflikten sowie der Verordnung vom 29. Oktober 2014 über den Schutz der Kulturgüter bei bewaffneten Konflikten unter Schutz stehen.
Objekte der Kategorien A und B sind vollständig in der Liste enthalten, Objekte der Kategorie C fehlen zurzeit (Stand: 1. Januar 2023).

## Kulturgüter
| Foto | | Objekt | Kat. | Typ | Standort                             | Beschreibung                                                                  |
| ---- | --- | --- | ---- | --- | ------------------------------------ | ----------------------------------------------------------------------------- |
| BW   | Datei hochladen · Wikidata zu Le Mont - Saint Brais III, paläolithische und spätbronzezeitliche Unterstände (Q1547645) | Le Mont / Saint-Brais III, paläolithische und spätbronzezeitliche Unterstände / Le Mont / Saint Brais III, abris paléolithiques et de l'Age du Bronze final KGS-Nr.: 03599 | A    | F   | Impasse de la Grotte 577581 / 240200 | Objekt liegt teilweise auf dem Gemeindegebiet von Haute-Sorne (KGS-Nr. 9585). |
| ja   | Datei hochladen · Wikidata zu Kirche Saint-Brice (Q29785508)                                                           | Kirche Saint-Brice / Église Saint-Brice KGS-Nr.: 03600 | B    | G   | Route Principale 6 575345 / 239407   |                                                                               |